# Чередниченко, Сергей Андреевич
Чередниче́нко, Серге́й Андре́евич (род. 1981, Кызыл) — литературный критик, прозаик, преподаватель Литературного института, директор и редактор журнала «Вопросы литературы».

## Биография
Учился в Абакане на филологическом факультете Хакасского государственного университета. В 2003 году в Москве поступил в Литературный институт имени А. М. Горького, окончил магистратуру и аспирантуру.
Работает старшим преподавателем кафедры новейшей русской литературы в Литературном институте, директором и редактором журнала «Вопросы литературы». В 2015 году на посту директора «Вопросов литературы» пытается спасти журнал от закрытия.
Пишет литературно-критические статьи и рецензии, а также прозу — дебютировал повестью «Потусторонники» (2005), которой, по утверждению Романа Сенчина, «значительно обогатил русскую литературу».
Как литературный критик писал о творчестве Андрея Битова, Олега Ермакова, Максима Кантора, Александра Карасёва, Владимира Маканина, Германа Садулаева, Евгения Шишкина и др.

Я всегда, говоря на разные темы, высказывался против всякого рода групповщины в литературе: поколенческой, направленческой, идеологической — какой бы то ни было. Мне кажется, что это искусственная, упрощающая попытка классифицировать писателей.
— Сергей Чередниченко
Участник Международного литературного семинара в Камчии (Болгария, 2009, 2010, 2013), Международного литературного фестиваля в Цахкадзоре (Армения, 2013), Российского литературного собрания (Москва, 2013), Международной научной конференции «Водораздел. Литература и искусство: поколение 1960-70-х» (Армения, 2014), Круглого стола «Великая Отечественная война в современной литературе» (Москва, 2015).
В 2014 году был членом жюри литературной премии имени О. Генри «Дары волхвов» (Нью-Йорк).
Публиковался в журналах «Абакан литературный», «Вопросы литературы», «Континент», «Новая Юность», «Октябрь», «Урал», газетах «Литературная Россия», «НГ Ex libris» и др., в различных сборниках.
Живёт в г. Раменское Московской области.

## Избранные публикации
- Потусторонники. Повесть. «Континент», № 125 за 2005 г.[7]
- Уравнение Маканина. «Вопросы литературы», № 5 за 2009 г.
- Тринадцать взглядов в сторону войны (Четыре шага от войны). «Октябрь», № 4 за 2011 г.
- Путешественник по Империи. Андрей Битов. «Вопросы литературы», № 4 за 2012 г.
- Е. Р. Пономарёв. Типология советского путешествия. Советский путевой очерк 1920—1930-х годов: монография. «Вопросы литературы», № 1 за 2014 г.
- Коллекционер. Михаил Шишкин. «Вопросы литературы», № 2 за 2014 г.
- Фенольный город. Рассказ. «Новая Юность», № 4(121) за 2014 г.
- Человек взыскующий в пейзаже катастрофы. «Октябрь», № 9 за 2014 г.[5]

## Премии
- Дипломант премии «Эврика!» (2006)[2].
- Стипендиат Министерства культуры РФ (2006, 2013)[2].
- Лонг-лист литературной премии «Дебют» (2013)[17].